# Ольшаново
Ольшаново (пол. Olszanowo) — село в Польщі, у гміні Жечениця Члуховського повіту Поморського воєводства.
Населення — 175 осіб (2011).
У 1975-1998 роках село належало до Слупського воєводства.

## Демографія
Демографічна структура станом на 31 березня 2011 року:
|          | Загалом | Допрацездатний вік | Працездатний вік | Постпрацездатний вік |
| -------- | ------- | ------------------ | ---------------- | -------------------- |
| Чоловіки | 89      | 24                 | 58               | 7                    |
| Жінки    | 86      | 21                 | 47               | 18                   |
| Разом    | 175     | 45                 | 105              | 25                   |